# Онуфрович, Болеслав
Болеслав Онуфрович (пол. Bolesław Onufrowicz, 1860 — 30 января 1913) — польский социалист, член «Пролетариата» и Народной воли. Брат Софьи (Марии Зофии), Адама и Цезаря Онуфровичей.

## Биография
По образованию фармацевт. Участник революционного движения в Польше, был арестован в 1883 году. В июле 1884 года допрашивался в Кракове в связи с судебным процессом над сестрой Софьей. В 1885 году сослан на 5 лет в Сибирь. Оставил воспоминания о сибирской ссылке. Принял активное участие в российском революционном движении. В 1906 году, вместе с сестрой Софьей и её мужем Эдмундом, бежал в Японию, а затем сам перебрался в Чили, где и умер.

## Воспоминания
- В. О-ч [Онуфрович Б]. Въ места отдаленныя (Воспоминания административного) Архивная копия от 26 ноября 2015 на Wayback Machine. Минувшие годы № 8, с. 285-311 (1908)